# Mr Nobody
Mr Nobody är en låt framförd av den slovenska sångaren Anžej Dežan. Låten representerade Slovenien vid Eurovision Song Contest 2006 i Aten i Grekland. Låten är skriven av Matjaž Vlašič och Urša Vlašič.
Bidraget framfördes i semifinalen den 18 maj 2006 men tog sig inte vidare till final. I semifinalen slutade det på sextonde plats med 49 poäng.